# ماتيوس أوريليو
ماتيوس أوريليو (بالبرتغالية: Matheus Aurélio‏) هو لاعب كرة قدم برازيلي في مركز حراسة المرمى، ولد في 23 يونيو 1999 في ساو جوزية دو ريو بريتو في البرازيل. لعب مع نادي ميراسول.

## وصلات خارجية
- ماتيوس أوريليو على موقع قاعدة بيانات كرة القدم.إي يو (الإنجليزية)
- ماتيوس أوريليو على موقع Soccerway.com (الإنجليزية)